# Nephrotoma tenuipes
Nephrotoma tenuipes là một loài ruồi trong họ Ruồi hạc (Tipulidae). Chúng phân bố ở vùng sinh thái Palearctic.